# Niewitz
Niewitz (niedersorbisch Niwica) ist ein Ortsteil der Gemeinde Bersteland im Landkreis Dahme-Spreewald in Brandenburg. Bis zur Eingemeindung nach Bersteland am 1. Februar 2002 war Niewitz eine eigenständige Gemeinde, die vom Amt Unterspreewald verwaltet wurde.

## Lage
Niewitz liegt in der Niederlausitz westlich des Unterspreewaldes, rund acht Kilometer Luftlinie westlich der Kreisstadt Lübben. Die Gemarkung des Ortsteils grenzt im Norden an Freiwalde und Lubolz, im Osten an Treppendorf, im Süden an Duben mit dem Gemeindeteil Kaden, im Südwesten an Kreblitz und im Westen an Schiebsdorf. Zum Ortsteil Niewitz gehört neben dem gleichnamigen Dorf noch der Wohnplatz Rickshausen. Nördlich von Niewitz liegt die Berste.
Die Bundesstraße 115 und die Bundesautobahn 13 liegen auf der Gemarkung von Niewitz. Die Anschlussstelle Freiwalde der A 13 ist etwa drei Kilometer von Niewitz entfernt.

## Geschichte
Niewitz wurde in der Luckauer Urkunde Nr. 9 aus dem Jahr 1345 mit der Schreibweise Niwitz erstmals erwähnt. Der Ortsname leitet sich aus dem niedersorbischen Wort nieva ab und bedeutet fruchtbares Ackerland beziehungsweise fruchtbares Feld. Niewitz wurde als Sackgassendorf angelegt. Im Jahr 1402 wurde das Dorf durch die Herren von Gliechow an die Stadt Luckau verpfändet, zu der Niewitz fortan als Kämmereidorf gehörte. 1635 kam der Ort durch den Prager Frieden an das Kurfürstentum Sachsen. 1668 lebten 24 Familien im Dorf, für das Jahr 1708 sind acht Bauern, zwei Halbbauern und drei Kossäten verzeichnet. 1718 bestand Niewitz aus 20 Hufen, die Einwohner des Ortes hatten eine Schatzung von insgesamt 1912 Gulden an die Stadt Luckau abzugeben. 1723 gab es in Niewitz 24 Feuerstellen (= Wohngebäude).
Das Kurfürstentum Sachsen wurde im Jahr 1806 zum Königreich erhoben. 1810 lebten in Niewitz 18 Bauern, zwei Halbbauern, vier Kossäten und 21 Häusler bzw. Büdner. Nach der auf dem Wiener Kongress beschlossenen Teilung des Königreiches Sachsen kam Niewitz zum Regierungsbezirk Frankfurt in der Provinz Brandenburg. Bei der Kreisreform von 1816 wurde der Ort dem Landkreis Luckau zugeordnet. 1818 hatte Niewitz 289 Einwohner in 51 Wohngebäuden. Für das gleiche Jahr sind im Ort zwei Windmühlen verzeichnet. Um 1840 gab es in Niewitz eine Schäferei und 1864 waren zwei Ziegeleien gelistet. 1871 hatte Niewitz 554 Einwohner, Anfang des 20. Jahrhunderts lebten 571 Menschen im Ort. 1939 hatte Niewitz 476 Einwohner.
Nach dem Ende des Zweiten Weltkrieges gehörte Niewitz zunächst zur Sowjetischen Besatzungszone und ab 1949 zur DDR. Am 1. Juli 1950 wechselte die Gemeinde Niewitz aus dem Landkreis Luckau in den Landkreis Lübben. Bei der Kreisreform am 25. Juli 1952 wurde die Gemeinde dem neu gebildeten Kreis Lübben im Bezirk Cottbus zugeordnet. Nach der Wiedervereinigung gehörte Niewitz zunächst zum Landkreis Lübben in Brandenburg, dort schloss sich die Gemeinde zur Erledigung ihrer Verwaltungsgeschäft dem Amt Unterspreewald an. Der Landkreis Lübben ging am 6. Dezember 1993 im neuen Landkreis Dahme-Spreewald auf. Am 1. Februar 2002 schloss Niewitz sich mit den Nachbargemeinden Freiwalde und Reichwalde zur neuen Gemeinde Bersteland zusammen.

## Bevölkerungsentwicklung
| 1875 | 573 | 1939 | 476 | 1981 | 398 |
| 1890 | 585 | 1946 | 642 | 1985 | 402 |
| 1910 | 558 | 1950 | 566 | 1989 | 416 |
| 1925 | 483 | 1964 | 446 | 1995 | 368 |
| 1933 | 489 | 1971 | 429 | 2001 | 397 |

## Sehenswürdigkeiten

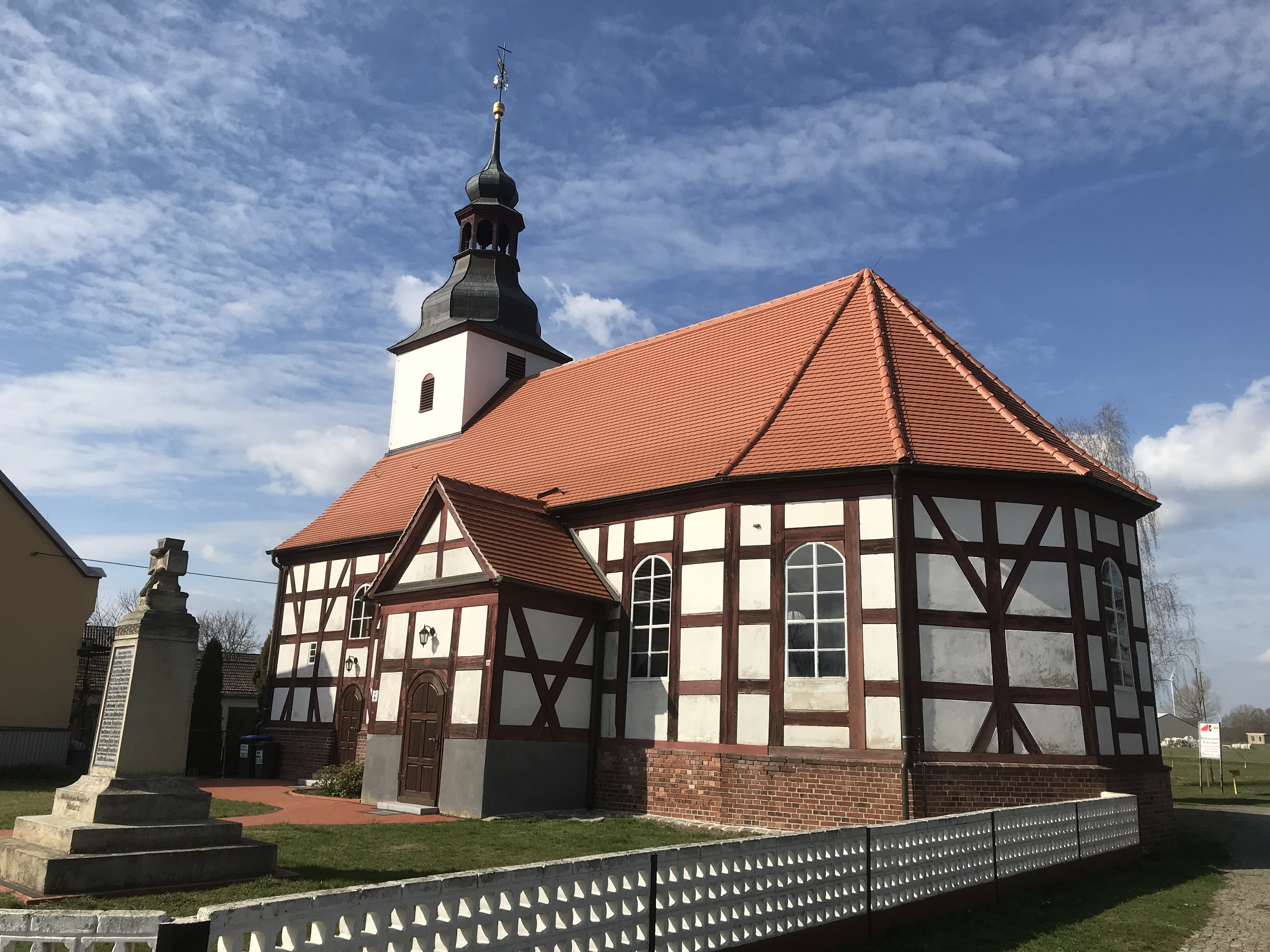
Dorfkirche

- Die Dorfkirche Niewitz entstand in der Zeit um 1770. Zur Kirchenausstattung gehört unter anderem ein Kanzelaltar aus dem Ende des 17. Jahrhunderts.